# Sinan Pașa

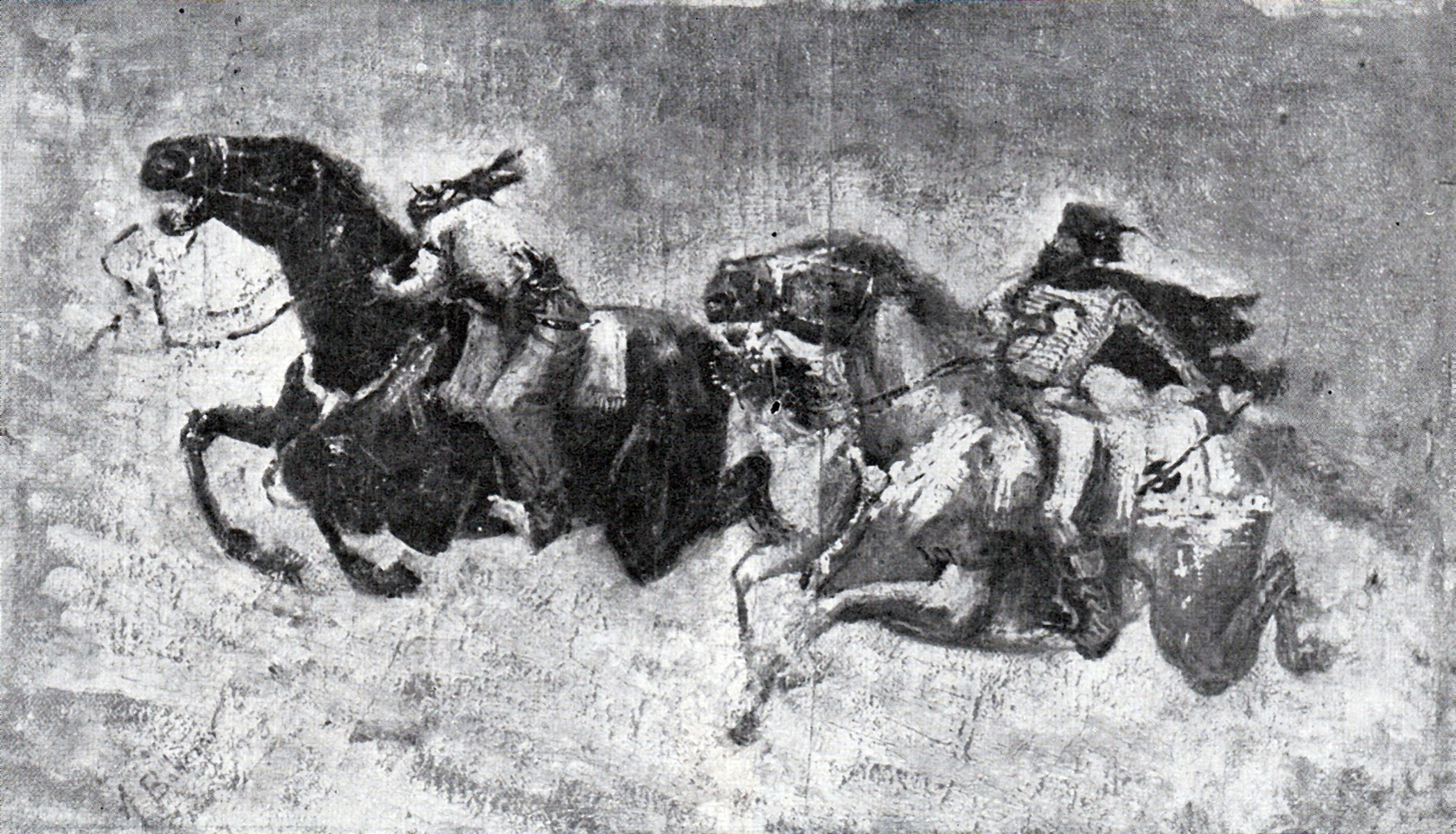
Mihai Viteazul alungând pe Sinan Pașa - desen de Apcar Baltazar

Koca Sinan Pașa (n. 3 aprilie 1520, Districtul Dibër, Regiunea Dibër, Albania – d. 3 aprilie 1596, Constantinopol, Imperiul Otoman) a fost un comandant de oști și om de stat otoman. S-a născut în Albania, într-o familie săracă. A fost recrutat ca ienicer de tânăr. Koca Sinan, Koca citindu-se Cogea în română, înseamnă Sinan cel Mare în turcă.
În 1569, a fost numit guvernator al Egiptului și a condus până în 1571 luptele pentru cucerirea Yemenului. În 1574 a condus marea expediție împotriva Tunisului, pe care l-a cucerit în ciuda apărării îndârjite a garnizoanei italo-spaniole.
În 1580, Sinan a fost comandantul în războiul împotriva Persiei. În același an a fost numit Mare Vizir, numai pentru a fi demis și exilat în anul următor, datorită eșecului locotenentului său, Mohamed Pașa, de a aproviziona garnizoana turcească de la Tbilisi.
A devenit în cele din urmă guvernator al Damascului și, în 1589, după marea revoltă a ienicerilor, a fost numit Mare Vizir pentru a doua oară. O altă revoltă a ienicerilor a dus la demiterea sa în 1591, dar în 1593 a fost rechemat să ocupe pentru a treia oară funcția de Mare Vizir. În acest an a comandat armata turcă în campania împotriva Ungariei.
În ciuda victoriilor din această campanie, a fost demis în februarie 1595, la scurtă vreme după venirea pe tron a lui Mehmet al III-lea, fiind exilat la Malghara. În august al aceluiași an, a fost rechemat la post pentru a conduce campania împotriva lui Mihai Viteazul în Țara Românească. Rezultatele dezastruoase ale campaniei, în special înfrângerea suferită în Bătălia de la Giurgiu, l-au aruncat din nou în dizgrație, concretizată în destituirea sa din funcția de mare vizir.
Moartea neașteptată a succesorului său, Lala Mahommed, la trei zile după numire, a fost privită ca un semn divin, iar Sinan a fost numit Mare Vizir pentru a cincea și ultima dată. Sinan Pașa a murit pe neașteptate pe 3 aprilie 1596, lăsând în urmă o uriașă avere și nici un moștenitor.